# Linie následnictví iráckého trůnu

Znak iráckého království

Následnictví iráckého trůnu užívalo za dob monarchie jako systému určení následníka trůnu salické právo vzhledem k muslimským zvykům, kdy jsou ženy a jejich potomci úplně vyloučeni z následnictví trůnu. Následníkem trůnu a králem se mohl stát pouze mužský potomek krále Fajsala I. z rodu Hášimovců, který je muslimského vyznání a je iráckým občanem. Pokud by ale došlo k situaci, kdy by nebyli žádní potomci krále Fajsala I. (k čemuž došlo v roce 1958), se následníky trůnu stanou potomci bratrů Fajsala I. (tj. mužští potomci Husajna ibn Alího al-Hášimího), za předpokladu že jsou irácké národnosti. Dle těchto pravidel je současným pretendentem iráckého trůnu princ Raad bin Zeid, který je synem prince Zeida, který byl nejmladším bratrem Fajsala I. a zároveň byl iráckým princem a po roce 1958 se stal pretendentem trůnu.
Jediná další linie Hášimovců, která existuje dodnes je jordánská linie, jejíž všichni členové ač jsou potomky Husajna ibn Alího al-Hášimího, tak nesplňují podmínku irácké národnosti.

## Současná linie následnictví
Linie následnictví iráckého trůnu:
- JV král Husajn ibn Alí al-Hášimí (1854–1931)
  -  JV král Fajsal I. (1883–1933)
    -  JV král Ghazi I. (1912–1939)
      -  JV král Fajsal II. (1935–1958)

  -  Jkv Zeid bin Husajn (1898–1970)
    -  Jkv Raád bin Zaíd (*1936)
      - (1) Jkv Zaíd (*1964)
        - (2) Jkv Raád (*2001)

      - (3) Jkv Abdalláh (*1965)
        - (4) Jkv Rakan (*1995)
        - (5) Jkv Jofar (*2002)

      - (6) Jkv Firas (*1969)
        - (7) Jkv Hášim (*2010)

      - (8) Jkv Fajsal (*1975)
        - (9) Jkv Amir (*2013)